# کنسرتو ویولن

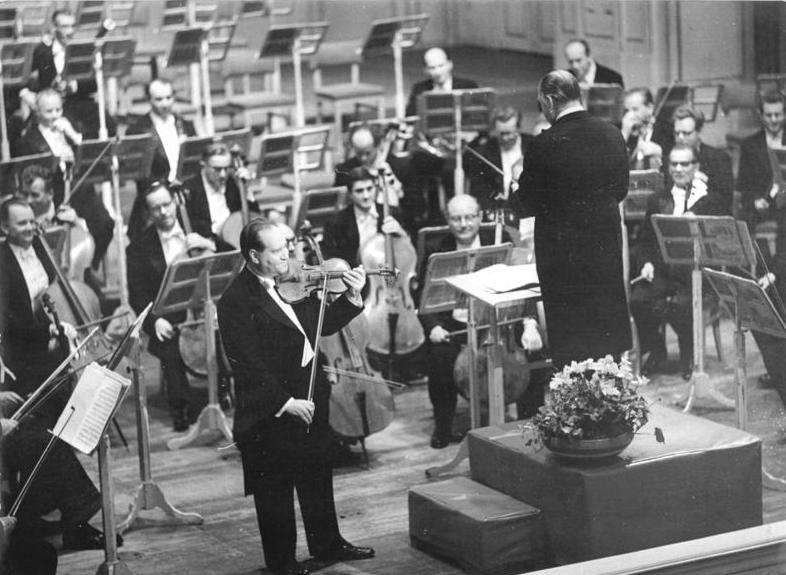
داوید اویستراخ در حال اجرا در یک کنسرتو ویولن، ۱۹۶۰

کنسرتو ویولن یا کنسرتوی ویولن (به انگلیسی: violin concerto) یا کنسرتو برای ویولن (به فرانسوی: concerto pour violon) فرمی از موسیقی است که در آن یک یا گاهی دو ویولن یا بیشتر، همراه با دستهٔ ارکستر، به اجرا می‌پردارند. کنسرتوهای ویولن معمولاً از سه موومان تشکیل شده‌اند که موومان دوم معمولاً آرام‌تر از دو موومان دیگر است.
این فرم در دورهٔ باروک ایجاد شد و امروزه هم تصنیف و اجرا می‌شود.
بسیاری از آهنگسازان بزرگ در این قالب نیز آثاری پدید آورده‌اند؛ ازجمله یوهان سباستیان باخ، بارتوک، بتهوون، برامس، بروخ، پاگانینی، پروکفیف، چایکوفسکی، سیبلیوس، شوستاکوویچ، مندلسون، موتسارت، و ویوالدی.
کنسرتو ویولن به‌طور سنتی در سه موومان تصنیف می‌شد، اما شماری از آهنگسازان مدرن، ازجمله شوستاکوویچ، استراوینسکی، و آلبان بِرگ آثاری در چهار موومان ساخته‌اند.
در برخی کنسرتوهای ویولن، به‌ویژه از دوره‌های باروک و مدرن، ویولن تنها (یا دسته‌ای از ویولن‌ها)، به‌جای ارکستر، با موسیقی مجلسی همراه است. برای مثال، آنتونیو ویوالدی کنسرتو ویولنِ «الهام موزون (هم‌آهنگ)» (به [L'estro armonico] Error: {{Lang-xx}}: متن دارای نشانه‌گذاری ایتالیک است (راهنما)) (اُپوس ۳) خود را در اصل برای چهار ویولن، دو ویولا، ویولنسل، و هم‌نوازی ارگ نوشته‌ است. همچنین، آلن پترسن کنسرتوی نخستِ خود را برای ویولن و کوارتت زهی ساخته‌است.